# Janet Arceo
Janett Arceo Maldonado (Ciudad de México, 30 de septiembre de 1955)  es una actriz, directora y locutora mexicana. Desde muy pequeña ha colaborado con varias empresas televisivas de México, y debutó en 1958 con el programa El club del hogar, conocida en aquel entonces como «la locutora más pequeña del mundo», y desde entonces participó en muchas compañías y cadenas televisivas.
En 1973 participó en El Chavo del 8 como doña Eduvijes Fajardo, también conocida como «la loca de la escalera», en reemplazo del personaje doña Clotilde, interpretado por Angelines Fernández.
Apareció en diversos segmentos televisivos y colaboró en el programa Siempre en domingo, con Raúl Velasco, así como en la película del mismo nombre.
Es directora y conductora del programa Janett Arceo y la mujer actual, que lleva cuarenta años de transmisiones ininterrumpidas.

## Biografía
Desde los tres años entró a la televisión en 1958 para anunciar una pasta de dientes, debutando en el programa El club del hogar con Daniel Pérez Arcaraz, donde permanecería durante siete años en los que fue conocida como la locutora más pequeña del mundo.
Arceo estudió en el centro escolar Revolución y en 1962 debutó en el cine a los siete años con las cintas Atrás de las nubes y Los forajidos, combinando sus estudios y el trabajo. En 1963 trabajó en programas infantiles donde imitaba a diferentes artistas, así como haciendo playback en el programa La ola David en los inicios de la televisión en color, con Guillermo González Camarena.
Después de haberse dedicado a la locución en Radio Uno, regresó a la televisión en la década de 1970 con el programa Nuestra gente, con Verónica Castro, Jorge Alberto Riancho, Paco Stanley y Gustavo Ferrer. Formó parte del cuadro de actores de la XEW como actriz de radionovela. Participó en el programa Hogar dulce hogar, con Sergio Corona  y Luz María Aguilar, y en 1973 participó en El Chavo del 8 como doña Eduviges Fajardo, más conocida como «la loca de la escalera», reemplazando temporalmente a Angelines Fernández debido a problemas de salud que le impidieron trabajar por dos episodios.
También trabajó en el programa La mujer ahora, patrocinado por la Fundación Cultural Televisa, con Evelyn Lapuente, Paco Stanley y otros. Pasados ocho años, el programa dejaría de emitirse en 1981. A partir de entonces cubrió los programas Festival de la canción ranchera, Estrellas de los 80’s, con Gloria Calzada y Marcos Valdés, y Siempre en domingo, con Raúl Velasco.[cita requerida]
En 1982 la XEW la convirtió en su locutora estrella a través del programa de radio llamado El mundo de la mujer, que se ha mantenido en antena durante dieciséis años evolucionando con su audiencia.[cita requerida]
A los treinta y cuatro años quedó embarazada de su hija Jimena y decidió ser madre soltera y dedicarse a la maternidad y a su trabajo.
En junio de 1999, trasladó su programa La mujer actual de la XEW a Radio Fórmula, donde se ha mantenido hasta la actualidad.
En marzo de 2009 debuta en el teatro con la obra Los monólogos de la vagina.

## Trayectoria

### Programas de TV
- Janett Arceo y la mujer actual (2021)
- La historia detrás del mito (2007)
- Aún hay más... Homenaje a Raúl Velasco (2006)
- Momentos para no olvidar: 55 años de la TV en México (2005)
- Una vida dedicada a los medios: Homenaje a Luis Carbajo (2001)
- Teletón (1997-2002) … Presentadora – Estrellas de Telenovelas Juveniles (2002) … Presentadora
- Memoria viva de ciertos días (1998)
- Estrellas de los 80's (1986-1988) … Conductora
- Juguemos a cantar (1982) … Conductora
- La mujer ahora (1980) … Conductora
- Hogar dulce hogar (1978-1982) … Janet (La Vecina)
- El Chavo del 8 (1973) … Doña Eduviges Fajardo "La loca de la escalera"
- El club del hogar (1958)

### Películas
- Aventuras de las hermanas X (1963)
- Los forajidos (1962)
- Atrás de las nubes (1962) … Niña

### Teatro
- Los monólogos de la vagina (2009)